# Campeonato Japonês de Patinação Artística no Gelo de 2006–07
O Campeonato Japonês de Patinação Artística no Gelo de 2006–07 foi a septuagésima quinta edição do Campeonato Japonês de Patinação Artística no Gelo, um evento anual de patinação artística no gelo onde os patinadores artísticos competem pelo título de campeão japonês.  A competição foi disputada entre os dias 27 de dezembro e 29 de dezembro de 2006, na cidade de Nagoya.

## Eventos
- Individual masculino
- Individual feminino
- Dança no gelo

## Medalhistas
| Evento                        | Ouro                         | Prata                 | Bronze                         |
| Individual masculino detalhes | Daisuke Takahashi            | Nobunari Oda          | Yasuharu Nanri                 |
| Individual feminino detalhes  | Mao Asada                    | Miki Ando             | Yukari Nakano                  |
| Dança no gelo detalhes        | Nozomi Watanabe Akiyuki Kido | Cathy Reed Chris Reed | Minami Sakacho Tatsuya Sakacho |

## Resultados

### Individual masculino
| Pos.                                                  | Nome                | Pontos | PC         | PL          |
| ----------------------------------------------------- | ------------------- | ------ | ---------- | ----------- |
| Medalha de ouro                                       | Daisuke Takahashi   | 256.08 | 85.55 (1)  | 170.53 (1)  |
| Medalha de prata                                      | Nobunari Oda        | 235.66 | 81.75 (2)  | 153.91 (2)  |
| Medalha de bronze                                     | Yasuharu Nanri      | 212.56 | 72.30 (3)  | 140.26 (3)  |
| 4                                                     | Noriyuki Kanzaki    | 210.97 | 70.78 (4)  | 140.19 (4)  |
| 5                                                     | Kensuke Nakaniwa    | 201.08 | 68.25 (6)  | 132.83 (5)  |
| 6                                                     | Takahiko Kozuka     | 200.88 | 70.49 (5)  | 130.39 (6)  |
| 7                                                     | Ryo Shibata         | 177.34 | 54.35 (11) | 122.99 (8)  |
| 8                                                     | Takahito Mura       | 176.45 | 51.60 (13) | 124.85 (7)  |
| 9                                                     | Hideo Umetani       | 172.94 | 57.80 (9)  | 115.14 (9)  |
| 10                                                    | Takemochi Ohgami    | 166.97 | 59.11 (8)  | 107.86 (10) |
| 11                                                    | Tatsuya Kitagaki    | 160.53 | 55.55 (10) | 104.98 (11) |
| 12                                                    | Taku Tamura         | 158.23 | 53.36 (12) | 104.87 (12) |
| 13                                                    | Tatsuki Machida     | 157.38 | 60.44 (7)  | 96.94 (14)  |
| 14                                                    | Hirokazu Kobayashi  | 149.61 | 51.44 (14) | 98.17 (13)  |
| 15                                                    | Yusuke Nakagawa     | 142.59 | 48.09 (18) | 94.50 (16)  |
| 16                                                    | Naofumi Torii       | 140.82 | 49.51 (15) | 91.31 (17)  |
| 17                                                    | Ken Tanabe          | 139.07 | 48.76 (17) | 90.31 (18)  |
| 18                                                    | Hirofumi Torii      | 136.83 | 40.97 (20) | 95.86 (15)  |
| 19                                                    | Hidenori Kambayashi | 130.91 | 49.18 (16) | 81.73 (20)  |
| 20                                                    | Mizuki Honda        | 125.48 | 40.54 (21) | 84.94 (19)  |
| 21                                                    | Toru Kimura         | 113.68 | 36.57 (23) | 77.11 (21)  |
| 22                                                    | Yuta Kurimura       | 107.30 | 41.84 (19) | 65.46 (23)  |
| 23                                                    | Itsuki Namioka      | 105.14 | 39.28 (22) | 65.86 (22)  |
| 24                                                    | Keisuke Kamagata    | 88.64  | 31.20 (24) | 57.44 (24)  |
| Não avançaram para a patinação livre / programa longo |                     |        |            |             |
| 25                                                    | Koji Nakaniwa       | —      | 30.72 (25) |             |
| 26                                                    | Masato Endo         | —      | 29.80 (26) |             |

### Individual feminino
| Pos.                                                  | Nome             | Pontos | PC         | PL         |
| ----------------------------------------------------- | ---------------- | ------ | ---------- | ---------- |
| Medalha de ouro                                       | Mao Asada        | 211.76 | 71.14 (1)  | 140.62 (1) |
| Medalha de prata                                      | Miki Ando        | 185.65 | 69.50 (2)  | 116.15 (3) |
| Medalha de bronze                                     | Yukari Nakano    | 179.72 | 63.34 (3)  | 116.38 (2) |
| 4                                                     | Fumie Suguri     | 172.56 | 58.56 (5)  | 114.00 (4) |
| 5                                                     | Yoshie Onda      | 163.30 | 58.62 (4)  | 104.68 (5) |
| 6                                                     | Aki Sawada       | 156.48 | 52.90 (8)  | 103.58 (6) |
| 7                                                     | Nana Takeda      | 152.90 | 51.78 (9)  | 101.12 (7) |
| 8                                                     | Mai Asada        | 148.28 | 55.56 (6)  | 92.72 (11) |
| 9                                                     | Satsuki Muramoto | 146.39 | 47.54 (13) | 98.85 (8)  |
| 10                                                    | Akiko Suzuki     | 145.22 | 48.72 (11) | 96.50 (9)  |
| 11                                                    | Rumi Suizu       | 144.56 | 51.10 (10) | 93.46 (10) |
| 12                                                    | Yukina Ohta      | 142.62 | 54.46 (7)  | 88.16 (13) |
| 13                                                    | Yuki Umetani     | 130.81 | 42.24 (15) | 88.57 (12) |
| 14                                                    | Emi Hirai        | 124.11 | 39.10 (17) | 85.01 (14) |
| 15                                                    | Miki Sone        | 121.09 | 48.14 (12) | 72.95 (18) |
| 16                                                    | Sayaka Yodo      | 118.37 | 44.42 (14) | 73.95 (17) |
| 17                                                    | Haruka Miki      | 117.65 | 37.78 (19) | 79.87 (15) |
| 18                                                    | Ayumi Miyamoto   | 114.54 | 36.88 (21) | 77.66 (16) |
| 19                                                    | Kazuha Asami     | 109.70 | 38.24 (18) | 71.46 (20) |
| 20                                                    | Sachie Yamaguchi | 105.61 | 33.80 (23) | 71.81 (19) |
| 21                                                    | Ayako Hagiwara   | 104.45 | 40.92 (16) | 63.53 (23) |
| 22                                                    | Yuko Iwaki       | 103.98 | 35.86 (22) | 68.12 (21) |
| 23                                                    | Nagisa Hayashi   | 103.68 | 37.70 (20) | 65.98 (22) |
| 24                                                    | Asami Nagumo     | 89.41  | 32.88 (24) | 56.53 (24) |
| Não avançaram para a patinação livre / programa longo |                  |        |            |            |
| 25                                                    | Yurina Nagata    | —      | 31.20 (25) |            |
| 26                                                    | Hinako Kikuchi   | —      | 31.18 (26) |            |
| 27                                                    | Mai Furukawa     | —      | 28.26 (27) |            |
| 28                                                    | Erika Fujisawa   | —      | 27.62 (28) |            |
| 29                                                    | Mio Yamazaki     | —      | 27.32 (29) |            |

### Dança no gelo
| Pos.              | Nome                             | Pontos | PC        | PL        |
| ----------------- | -------------------------------- | ------ | --------- | --------- |
| Medalha de ouro   | Nozomi Watanabe / Akiyuki Kido   | 162.02 | 28.97 (1) | 51.08 (1) |
| Medalha de prata  | Cathy Reed / Chris Reed          | 150.04 | 26.74 (2) | 46.30 (2) |
| Medalha de bronze | Minami Sakacho / Tatsuya Sakacho | 120.76 | 20.41 (3) | 37.01 (3) |